# Agnes Rosner
Agnes Rosner (* 1985 in Görlitz als Agnes Scholz) ist eine deutsche Psychologin und Hochschullehrerin an der Gottfried Wilhelm Leibniz Universität Hannover.

## Leben und Wirken
Rosner studierte Psychologie an der TU Chemnitz, im Rahmen des Studiums absolvierte sie 2007 ein Forschungspraktikum an der KTH Stockholm. 2009 erwarb sie mit der Diplomarbeit Blickbewegungsmessung als Prozessmaß bei gedächtnisbasierten Multi-Attribut Entscheidungen ihr Diplom in Psychologie. Anschließend war sie in Chemnitz als Doktorandin tätig. 2013 hielt sie sich als Gastwissenschaftlerin an der Universität Basel auf. Die TU Chemnitz promovierte Rosner 2015 mit der in englischer Sprache verfassten Arbeit über Okulomotorik mit dem Titel Eye movements, memory, and thinking. Tracking eye movements to reveal memory processes during reasoning and decision-making summa cum laude zur Dr. rer. nat. In der Folge trat sie 2016 an der Universität Zürich eine Stelle als Postdoktorandin an. Ab 2021 leitete sie das vom Schweizer Nationalfonds geförderte Forschungsprojekt The mind’s eye in episodic memory: Looking at things that are no longer there.
Zum 1. Januar 2023 nahm Rosner einen Ruf der Universität Hannover an, wo sie seitdem den Lehrstuhl für Allgemeine Psychologie innehat.

## Forschungsschwerpunkte
Rosners Forschungsschwerpunkte liegen vor allem im Bereich der Gedächtnisprozesse im Urteils- und Entscheidungsverhalten. Dabei konzentriert sie sich vor allem auf die Erforschung, welche kognitiven Prozesse mit Hilfe der Blickbewegungsmessung abgebildet werden können, insbesondere welche äußeren Reize die Blickbewegung beeinflussen können und inwieweit die Blickbewegung beim Abruf von verbalen Informationen aus dem Gedächtnis Aufschluss geben kann.

## Publikationen (Auswahl)
- (noch als Agnes Scholz): Eye movements, memory, and thinking: Tracking eye movements to reveal memory processes during reasoning and decision-making. Universitätsverlag, Chemnitz 2015, ISBN 978-3-944640-56-3 (englisch, zugleich Dissertation).